# Horosz Béla
Horosz Béla (Kolozsvár, 1909. január 22. – Temesvár, 1997) erdélyi magyar újságíró, szerkesztő, sportszakíró.

## Életpályája
Szülővárosa Kereskedelmi Középiskolájában érettségizett (1927), felsőfokú tanulmányait a kolozsvári Közgazdaságtudományi Főiskolán kezdte (1928–30), s az egyetem közgazdasági karán fejezte be (1941).
1930-tól az Ellenzék, 1934-től a Brassói Lapok belső munkatársa, e lap Gondűző című mellékletének szerkesztője. 1937-től a Keleti Újság riportere, közben a Sportkurír című kolozsvári hetilapot szerkeszti. 1941 és 1945 között a Szövetség Hitelszövetkezeti Központ közlönyét, a Szövetkezeti Értesítőt szerkeszti Kolozsvárt. 1945 után különböző iparvállalatok közgazdásza. Tevékeny szerepet töltött be a kézdivásárhelyi Sportfelszerelési eszközök gyára, a csíkszeredai Hargita Népművészeti Szövetkezet megszervezésében. 1959-től nyugdíjazásáig műkorcsolyaedző Bukarestben, Kolozsvárt és Temesvárt; tanítványai közül többen országos bajnokságok nyertesei, ő maga Románia hatszoros műkorcsolyabajnoka.
A temesvári Sporttudományi Kutatóközpont munkatársa.
Első írásait a Jóbarát közölte, itt megjelent cikkei Útilevelek nagybátyámhoz cím alatt önálló kötetben is megjelentek (Kolozsvár 1925). A romániai magyar sportújságírásban ő honosította meg a mérkőzések eseményeit percről percre részletesen leíró helyszíni tudósításokat; az első hazai sport-bélyegalbum szerkesztője. Nagy visszhangot keltett a Keleti Újság hasábjain 1939 májusában közölt riportsorozata a tűzvész sújtotta bukovinai Józseffalva pusztulásáról, nyomában országos közadakozás indult a károsultak megsegítésére. Gyerünk az olimpiára című vidám zenés egyvelegét a kolozsvári Magyar Színház Claude Romano (George Sbârcea) zenéjével mutatta be (1934). Visszaemlékezéseiből A Hét tett közzé részletet. Sport és informatika című írása a temesvári Művelődés és szabadegyetem Kilátó című évkönyvében jelent meg (Temesvár, 1982. 121–26.).

## További irodalom
- Kacsó Sándor: Fogy a virág, gyűl az iszap. Önéletrajzi visszaemlékezések. 1974. 522–23.